# Aspar

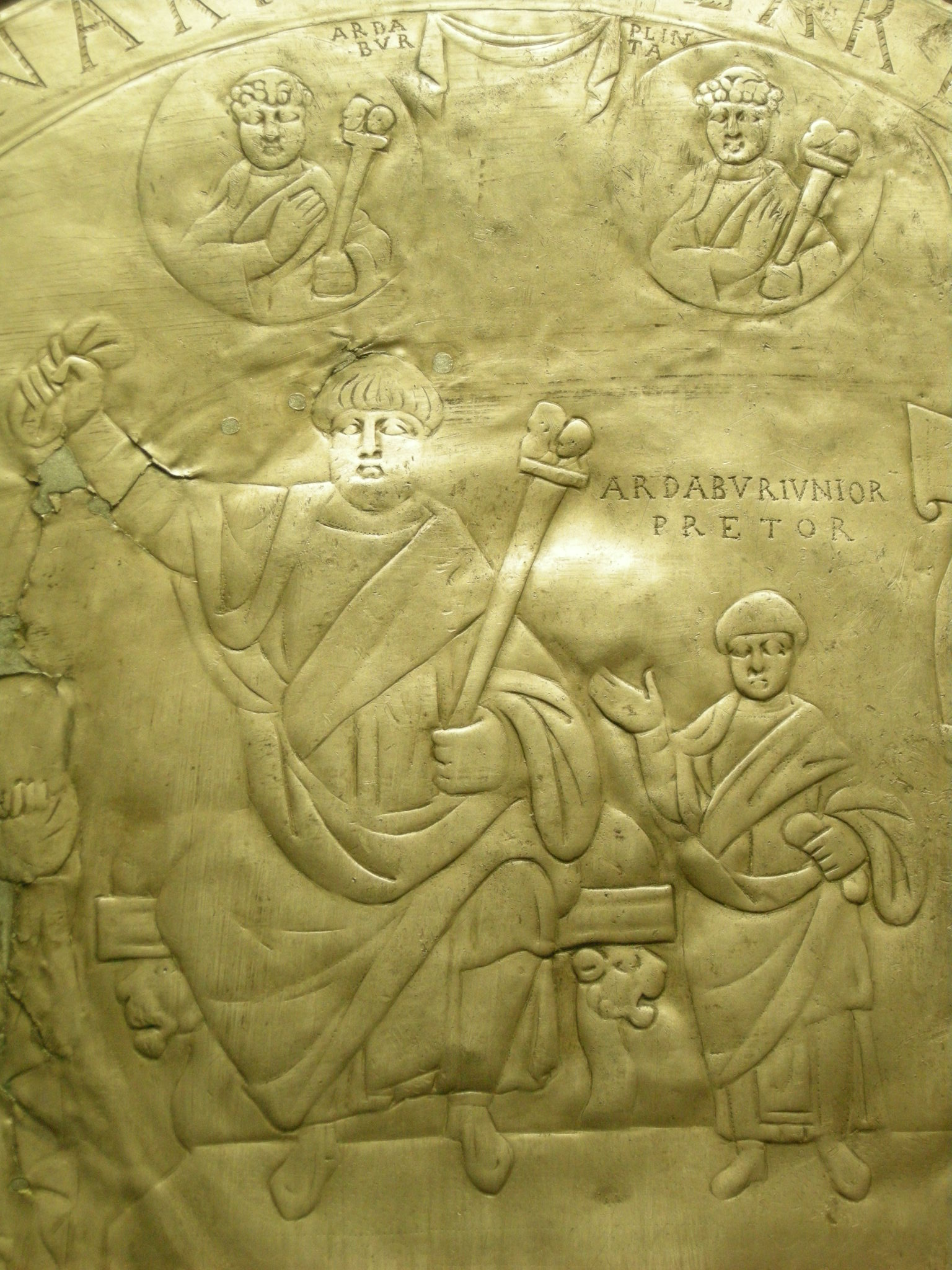
Một chi tiết từ đĩa bạc Missorium của Aspar, khắc họa viên thống chế magister militum đầy quyền uy Aspar và ngươi con trưởng Ardabur (khoảng năm 434).

Flavius Ardabur Aspar (khoảng 400 – 471) là một nhà quý tộc gốc Alan và là magister militum ("Thống chế") của Đế quốc Đông La Mã. Gia tộc Aspar đã tạo dựng nên một ảnh hưởng lớn đủ sức khuynh đảo triều chính dưới thời các Hoàng đế Đông La Mã là Theodosius II, Marcianus và Leo I trong nửa thế kỷ, từ những năm 420 đến khi ông mất vào năm 471.
Người Alan là một giống dân Iran và tên của Aspar (lúc đầu là Aspwar hoặc Aspidar) trong tiếng Iran có nghĩa là "kỵ sĩ" và "người cưỡi ngựa".

## Tiểu sử
Là con trai của Thống chế Ardaburius, Aspar có đóng một vai trò quan trọng trong chuyến viễn chinh thảo phạt kẻ cướp ngôi phía tây là Joannes thành Ravenna của cha mình vào năm 424, để rồi đưa Galla Placidia và con bà là Valentinianus III lên ngôi báu. Ông còn giúp đàm phán một hiệp ước hòa bình với Geiseric sau cuộc xâm lược châu Phi của người Vandal.
Aspar dần thăng lên chức chấp chính quan vào năm 434 sau chiến dịch quân sự ở châu Phi. Tuy nhiên, Aspar không thể trở thành Hoàng đế vì giáo phái Arianus của ông. Thay vào đó, ông đóng vai trò là quyền thần chi phối việc bổ nhiệm những chức vụ quan trọng với cấp dưới của mình, Marcianus lúc này đã lên ngôi Hoàng đế nhờ kết hôn với Pulcheria, chị của Hoàng đế Theodosius II.
Ngày 27 tháng 1 năm 457, Hoàng đế Marcianus lâm bệnh nặng qua đời và các nhân vật chính trị và quân sự của Đông La Mã đã mất mười một ngày để lựa chọn một người kế vị. Bất chấp sự hiện diện của một ứng cử viên sáng giá cho chiếc áo màu tía, thống chế và người con rể của Marcianus là Anthemius, sự lựa chọn diễn ra hoàn toàn khác nhau. Aspar nhân dịp này được Viện Nguyên lão bày tỏ ý muốn đưa lên ngôi báu nhưng ông nhất quyết từ chối, rồi cũng dự tính chọn người con Ardabur của mình, nhưng thay vào đó ông lại chọn một Hộ dân quan (Tribune) ít người biết đến thuộc một trong những đơn vị quân đội của mình là Leo I lên ngôi Hoàng đế Đông La Mã.
Năm 470, vào lúc xảy ra cuộc tranh đấu quyền bính giữa Aspar và viên tướng người Isauria là Zeno, Aspar đã thuyết phục Hoàng đế bổ nhiệm người con thứ hai của ông là Julius Patricius làm Caesar và kết hôn với Leontia, con gái của Leo I nhằm tạo dựng thanh thế trong triều. Tuy nhiên, đối với các giáo sĩ và nhân dân Constantinopolis thì một người thuộc giáo phái Arianus không đủ điều kiện để làm Hoàng đế, những tin tức của các cuộc bạo loạn đã nổ ra tại trường đua ngựa thành phố, dưới sự dẫn dắt của các Thầy tu không ngủ mà đứng đầu bởi Marcellus: Aspar và Leo đã hứa với các Giám mục rằng Patricius sẽ chuyển sang Chính Thống giáo trước khi trở thành Hoàng đế, và chỉ sau khi chuyển đổi thì ông mới có thể kết hôn với Leontia.
Năm 471, một âm mưu diệt trừ quyền thần của triều đình do Hoàng đế Leo I chủ xướng đã gây ra cái chết của hai cha con Aspar và Ardabur, cũng có thể là Patricius đã chết trong dịp này, mặc dù một số nguồn tin cho rằng ông chỉ bị thương nhẹ không ảnh hưởng đến tính mạng.
Ngoài ra Aspar từng là thầy dạy của Theodoric Đại đế về sau trở thành vua của người Ostrogoth. Aspar còn có một đứa con trai khác là Ermanaric với em gái của Theodoric Strabo. Vợ của Aspar cũng là người Ostrogoth như vậy thì vua Ostrogoth Theodoric là cháu trai của bà. Một bể chứa nước do chính ông xây cất đến nay vẫn còn tồn tại ở Istanbul.